# Nowa Kleszczyna
Nowa Kleszczyna (dawniej: niem. Neu Kleschin) – część wsi Kleszczyna w Polsce, położona w województwie wielkopolskim, w powiecie złotowskim, w gminie Złotów. Wchodzi w skład sołectwa Kleszczyna. 
W latach 1975–1998 Nowa Kleszczyna administracyjnie należała do województwa pilskiego.